# فرودگاه پلاتین
فرودگاه پلاتین (به انگلیسی: Platinum Airport) یک فرودگاه همگانی با کد یاتا PTU است که یک باند فرود شن دارد و طول باند آن ۱۰۰۶ متر است. این فرودگاه در کشور ایالات متحده آمریکا قرار دارد و در ارتفاع ۵ متری از سطح دریا واقع شده است.

## شرکت‌های هواپیمایی و مقصدهای پروازی
| شرکت‌های هواپیمایی | مقصدهای پروازی |
| ----------------- | -------------- |
| فلایت آلاسکا      | بتل، گودنیوز   |
| گرنت اوییشن       | بتل            |